# Equazioni di Eulero-Lagrange
Le equazioni di Eulero-Lagrange (o equazioni variazionali di Eulero) sono equazioni differenziali alle derivate parziali del secondo ordine che rivestono un ruolo cardine come modello matematico in meccanica classica e in ottimizzazione. Sono state formulate storicamente per la prima volta da Eulero nell'ambito della meccanica newtoniana e studiate per primo da Joseph-Louis Lagrange nel suo trattato Mecánique Analitique.
Declinate in meccanica classica, le equazioni di Eulero possono descrivere un sistema meccanico conservativo. In questo contesto si chiamano in particolare equazioni di Lagrange e portano alle equazioni del moto. Il teorema fondamentale della meccanica lagrangiana qui assicura che le equazioni di Lagrange sono equivalenti al secondo principio della dinamica, che mette in relazione la posizione e la velocità di ogni elemento del sistema.
Le equazioni di Eulero-Lagrange si possono legare direttamente a un principio di minima azione. Nell'ambito del calcolo delle variazioni la loro soluzione è un punto stazionario per un dato funzionale. Il XIX problema di Hilbert riguarda la funzione di Lagrange; la sua soluzione è stata trovata nel 1957 separatamente prima da Ennio De Giorgi e pochi mesi dopo da John Nash.

## Definizione
L'equazione di Eulero per una funzione scalare "f(x,x',t)" ha la forma canonica:
{\displaystyle {\frac {\partial f}{\partial x}}-{\frac {\operatorname {d} }{\operatorname {d} t}}\left({\frac {\partial f}{\partial {\dot {x}}}}\right)=0}
Una funzione che soddisfa questa equazione (di Eulero) viene chiamata per ragioni storiche col nome: lagrangiana. La grandezza fisica corrispondente viene indicata solitamente in fisica e nelle scienze applicate con la lettera L (in meccanica classica ha le dimensioni fisiche di una energia) o, meglio, con la lettera greca Lambda maiuscola. Le variabili ({\displaystyle x,{\dot {x}}}) della funzione lagrangiana sono chiamate rispettivamente le coordinate della lagrangiana, e le loro derivate temporali. Una notazione più astratta per una funzione lagrangiana potrebbe essere ad esempio "fL".
L'equazione (vettoriale) di Eulero consiste semplicemente nello studio degli zero di un operatore, chiamato derivata euleriana (meglio ancora, per evitare alcune ambiguità con un omonimo operatore definito solitamente in fluidodinamica, gradiente euleriano):
{\displaystyle \nabla _{E}\,f=\mathbf {0} }
L'operatore è in effetti un gradiente inteso in senso generalizzato: corrisponde alla somma del gradiente (spaziale) e della derivata temporale del gradiente cinetico:
{\displaystyle \nabla _{E}=\nabla +{\dot {\nabla }}_{v}}
Qui si è indicato col simbolo nabla il gradiente spaziale (derivata rispetto al vettore posizione), con nabla con pedice "v" il gradiente cinetico, e il punto sopra di questo denota la derivata temporale, secondo la notazione di Newton. 
Per quanto riguarda invece la funzione, una funzione per potere essere lagrangiana deve innanzitutto possedere delle derivate parziali prime continue.
Il funzionale associato ad una funzione lagrangiana viene chiamato azione:
{\displaystyle S=\int f_{L}(t)\,\operatorname {d} t}
Il punto stazionario di questo funzionale corrisponde alla equazione di Eulero. Solitamente, si tratta di un punto di minimo. 
In generale poi, una funzione lagrangiana può dipendere dalle derivate delle coordinate anche di ordine superiore al primo, e viene definita sul fibrato tangente {\displaystyle TX} di una varietà differenziabile {\displaystyle X}.

### Costanti
La variabile {\displaystyle y_{k}} che è coniugata alla variabile originaria {\displaystyle x_{k}} è definita dall'equazione:
{\displaystyle y_{k}\ {\stackrel {\mathrm {\Delta } }{=}}\ {\frac {\partial f}{\partial {\dot {x}}_{k}}}}
Se l'espressione di f non contiene la coordinata generalizzata {\displaystyle x_{k}} si verifica che:
{\displaystyle {\frac {\partial {\mathcal {f}}}{\partial x_{k}}}=0}
In tal caso, l'equazione di Eulero mostra che la variazione temporale di {\displaystyle y_{k}} è nulla, e pertanto si tratta di una costante del sistema; inoltre, {\displaystyle x_{k}} è una variabile eliminabile (variabile ciclica, secondo la denominazione originaria).

## Azione associata alla lagrangiana
Si consideri un sistema fisico descritto da {\displaystyle n} coordinate generalizzate {\displaystyle \mathbf {q} =(q_{1},\dots ,q_{n})} che evolve tra due stati {\displaystyle \mathbf {q} _{1}=\mathbf {q} (t_{1})} e {\displaystyle \mathbf {q} _{2}=\mathbf {q} (t_{2})} nell'intervallo temporale compreso tra gli istanti {\displaystyle t_{1}} e {\displaystyle t_{2}}. L'evoluzione del sistema, descritta dalla curva {\displaystyle \mathbf {q} (t)}, è interpretabile come un punto stazionario di un funzionale, chiamato azione di Hamilton {\displaystyle {\mathcal {S}}_{0}} (solitamente, si tratta di un punto di minimo). In altri termini, si può descrivere l'evoluzione del sistema anche come quella che tende a rendere minima l'azione. Dal punto di vista matematico, le equazioni del moto sono cioè la soluzione di una equazione variazionale:
{\displaystyle {\frac {\mathrm {d} {\mathcal {S}}}{\mathrm {d} \mathbf {q} }}=0}
in cui, in particolare l'azione è la primitiva temporale della lagrangiana, che è chiamata "azione di Hamilton":
{\displaystyle {\mathcal {S}}={\mathcal {S}}_{0}=\int _{0}^{t}L(t')\mathrm {d} t'}
L'espressione dell'azione per le equazioni di Eulero-Lagrange dipende dall'espressione della lagrangiana. La richiesta che l'effettiva traiettoria percorsa da un sistema fisico sia un punto stazionario dell'azione {\displaystyle {\mathcal {S}}} è equivalente alle equazioni di Eulero–Lagrange, come ci si accinge a dimostrare, quindi per transitività se e solo se vale il secondo principio della dinamica. Le equazioni si ricavano introducendo una piccola perturbazione {\displaystyle \operatorname {d} \mathbf {q} (t)} che si annulla agli estremi del percorso:
{\displaystyle \mathrm {d} \mathbf {q} (t_{1})=\mathrm {d} \mathbf {q} (t_{2}):=0\implies \mathrm {d} {\dot {\mathbf {q} }}(t_{1})=\mathrm {d} {\dot {\mathbf {q} }}(t_{2}):=0}
La perturbazione produce una variazione infinitesima {\displaystyle \mathrm {d} {\mathcal {S}}} del funzionale e la funzione integranda è data dal lemma di derivazione degli integrali:
{\displaystyle \mathrm {d} {\mathcal {S}}=\int _{t_{1}}^{t_{2}}\left[{\frac {\partial {\mathcal {L}}}{\partial \mathbf {q} }}\mathrm {d} \mathbf {q} (t)+{\frac {\partial {\mathcal {L}}}{\partial {\dot {\mathbf {q} }}}}\mathrm {d} {\dot {\mathbf {q} }}(t)\right]\!\operatorname {d} \!t}
Utilizzando l'integrazione per parti per il secondo termine dell'integrando a destra si ottiene:
{\displaystyle \mathrm {d} {\mathcal {S}}={\cancel {\left[\mathrm {d} \mathbf {q} (t)\cdot {\frac {\partial {\mathcal {L}}}{\partial {\dot {\mathbf {q} }}}}\right]_{t_{1}}^{t_{2}}}}+\int _{t_{1}}^{t_{2}}\!\!\mathrm {d} \mathbf {q} (t)\!\left({\frac {\partial {\mathcal {L}}}{\partial \mathbf {q} }}-{\frac {\mathrm {d} }{\mathrm {d} t}}{\frac {\partial {\mathcal {L}}}{\partial {\dot {\mathbf {q} }}}}\right)\!\mathrm {d} t}
poiché le condizioni al contorno {\displaystyle \mathrm {d} \mathbf {q} (t_{1})=\mathrm {d} \mathbf {q} (t_{2})\ {\stackrel {\mathrm {def} }{=}}\ 0} annullano il primo termine. Il principio di Hamilton richiede che {\displaystyle \mathrm {d} {\mathcal {S}}} sia nullo per ogni possibile perturbazione in quanto la traiettoria percorsa è un punto stazionario dell'azione. Tale richiesta è dunque soddisfatta se e solo se valgono le equazioni di Eulero-Lagrange, ovvero se l'integrando è nullo:
{\displaystyle {\frac {\partial {\mathcal {L}}}{\partial \mathbf {q} }}-{\frac {\mathrm {d} }{\mathrm {d} t}}{\frac {\partial {\mathcal {L}}}{\partial {\dot {\mathbf {q} }}}}=0}

## Meccanica classica
Si può dimostrare che delle equazioni di Eulero-Lagrange possono descrivere la dinamica dei sistemi meccanici conservativi in modo identico al secondo principio della dinamica di Newton, mentre ciò non è vero per i sistemi non conservativi. Lo studio dei sistemi meccanici conservativi in termini di equazioni di Eulero-Lagrange viene chiamato meccanica lagrangiana, studio effettuato conoscendo la Lagrangiana del sistema, per distinguerlo dalla meccanica newtoniana studiata con il secondo principio della dinamica, conoscendo cioè le componenti delle forze agenti sul sistema. Il vantaggio della meccanica lagrangiana è che in un parametro scalare, cioè la Lagrangiana, sono riassunte tutte le proprietà del sistema conservativo, mentre nella meccanica newtoniana servono molti parametri scalari, ovvero le componenti di tutte le azioni esterne. In tale contesto le equazioni si chiamano usualmente equazioni di Lagrange, in quanto la loro giustificazione fisica è stata compiuta da Lagrange solo, e sono il primo caso storico e il più rilevante in cui sono state applicate le equazioni di Eulero-Lagrange.
Nello studio di un sistema meccanico {\displaystyle {x}^{\lambda }} e {\displaystyle {\dot {x}}^{\lambda }} vengono fatti coincidere rispettivamente con le coordinate {\displaystyle {q}^{\lambda }} e le velocità generalizzate {\displaystyle {\dot {q}}^{\lambda }}, e le equazioni di Eulero-Lagrange determinano la loro variazione in funzione del tempo, ovvero l'evoluzione del sistema. Si dimostra brevemente qui di seguito la validità della meccanica lagrangiana per sistemi conservativi discreti a massa costante.
Per il secondo principio della dinamica la forza risultante sul sistema è la derivata temporale della quantità di moto:
{\displaystyle F={\frac {\operatorname {d} }{\operatorname {d} t}}(m\mathbf {\dot {x}} )}
passando in coordinate generalizzate, la forza generalizzata i-esima vale:
{\displaystyle Q_{i}={\frac {\operatorname {d} }{\operatorname {d} t}}(m{\dot {\mathbf {x} }})\cdot {\frac {\partial \mathbf {x} }{\partial q_{i}}}=\left(\sum _{j=1}^{I}{\frac {\partial (m\mathbf {\dot {x}} )}{\partial q_{j}}}{\dot {q}}_{j}+{\frac {\partial (m{\dot {\mathbf {x} }})}{\partial t}}\right)\cdot {\frac {\partial x}{\partial q_{i}}}=\left(\sum _{j=1}^{I}m{\frac {\partial \mathbf {\dot {x}} }{\partial q_{j}}}{\dot {q}}_{j}+m{\frac {\partial {\dot {\mathbf {x} }}}{\partial t}}+\mathbf {\dot {x}} {\frac {\partial m}{\partial t}}\right)\cdot {\frac {\partial \mathbf {x} }{\partial q_{i}}}}
Le derivate parziali dell'energia cinetica {\displaystyle T} rispetto alle velocità (detta quantità di moto generalizzata) e le corrispondenti coordinate generalizzate di un sistema costituito da {\displaystyle N} sottosistemi e a {\displaystyle I} gradi di libertà sono:
{\displaystyle p_{i}={\frac {\partial T_{{\dot {q}}_{i},q_{i},t}}{\partial {\dot {q}}_{i}}}=(\nabla _{i}T)_{(\mathbf {0} )}+\sum _{j=1}^{I}(H_{ij}T)_{(\mathbf {0} )}{\dot {q}}_{j}}
{\displaystyle {\frac {\partial T_{{\dot {q}}_{i},q_{i},t}}{\partial {\dot {q}}_{i}}}={\frac {1}{2}}\,\sum _{i,j=1}^{I}{\frac {\partial (H_{ij}T)_{(\mathbf {0} )}}{\partial q_{i}}}{\dot {q}}_{i}\,{\dot {q}}_{j}+\sum _{i=1}^{I}{\frac {\partial (\nabla _{i}T)_{(\mathbf {0} )}}{\partial q_{i}}}\,{\dot {q}}_{i}+{\frac {\partial T_{(\mathbf {0} )}}{\partial q_{i}}}}
La derivata totale temporale dell'ultimo termine è la seguente:
{\displaystyle {\frac {\operatorname {d} }{\operatorname {d} t}}{\frac {\partial T_{{\dot {q}}_{i},q_{i},t}}{\partial {\dot {q}}_{i}}}=\sum _{i=1}^{I}{\frac {\partial }{\partial q_{i}}}{\frac {\partial T_{{\dot {q}}_{i},q_{i},t}}{\partial {\dot {q}}_{i}}}{\dot {q}}_{i}+{\frac {\partial }{\partial t}}{\frac {\partial T_{{\dot {q}}_{i},q_{i},t}}{\partial {\dot {q}}_{i}}}={\frac {1}{2}}\,\sum _{i,j=1}^{I}{\frac {\partial (H_{ij}T)_{(\mathbf {0} )}}{\partial q_{i}}}{\dot {q}}_{i}\,{\dot {q}}_{j}+\sum _{i=1}^{I}{\frac {\partial (\nabla _{i}T)_{(\mathbf {0} )}}{\partial q_{i}}}\,{\dot {q}}_{i}+\sum _{j=1}^{I}{\frac {\partial (H_{ij}T)_{(\mathbf {0} )}}{\partial t}}{\dot {q}}_{j}+{\frac {\partial (\nabla _{i}T)_{(\mathbf {0} )}}{\partial t}}}
Si ha pertanto:
{\displaystyle {\frac {\operatorname {d} }{\operatorname {d} t}}{\frac {\partial T}{\partial {\dot {q}}_{i}}}-{\frac {\partial T}{\partial q_{i}}}=\sum _{j}{\frac {(\partial H_{ij}T)_{(\mathbf {0} )}}{\partial t}}{\dot {q}}_{j}+{\frac {\partial (\nabla _{i}T)_{(\mathbf {0} )}}{\partial t}}={\frac {\partial }{\partial t}}\left[\sum _{j}(H_{ij}T)_{(\mathbf {0} )}{\dot {q}}_{j}+(\nabla _{i}T)_{(\mathbf {0} )}\right]}
Se ciascuna parte del sistema ha massa costante si ha:
{\displaystyle {\frac {\partial m}{\partial t}}=0}
da cui:
{\displaystyle Q_{i}={\frac {\partial }{\partial t}}\left(\sum _{j}{\frac {\partial x^{2}}{\partial q_{i}\partial q_{j}}}{\dot {q}}_{j}+m{\dot {x}}{\frac {\partial x}{\partial q_{i}}}\right)={\frac {\partial }{\partial t}}\left[\sum _{j}(H_{ij}T)_{(\mathbf {0} )}{\dot {q}}_{j}+(\nabla _{i}T)_{(\mathbf {0} )}\right]}
Si giunge in questo modo alle equazioni di Lagrange (in senso ristretto):
{\displaystyle {\frac {\partial T}{\partial q_{i}}}-{\frac {\operatorname {d} }{\operatorname {d} t}}{\frac {\partial T}{\partial {\dot {q}}_{i}}}=Q_{i}}
Le equazioni di Lagrange sono in generale {\displaystyle I} equazioni differenziali del secondo ordine non lineari in {\displaystyle I} funzioni del tempo, le coordinate generalizzate, equivalenti perciò ad un sistema di ordine {\displaystyle 2^{I}}. In forma vettoriale si ha:
{\displaystyle \mathbf {Q} _{q}={\partial  \over \partial t}{\left((\mathbf {H} T)_{(\mathbf {0} )}{\dot {\mathbf {q} }}+(\nabla T)_{(\mathbf {0} )}\right)}=}
{\displaystyle =(\mathbf {H} T)_{(\mathbf {0} )}{\ddot {\mathbf {q} }}-{\frac {1}{2}}{\dot {\mathbf {q} }}^{*}\nabla (\mathbf {H} T)_{(\mathbf {0} )}{\dot {\mathbf {q} }}+\left[{\partial  \over \partial t}{(\mathbf {H} T)_{(\mathbf {0} )}}-(\nabla \nabla ^{*}T)_{(\mathbf {0} )}\right]{\dot {\mathbf {q} }}+\left[-1+{\partial  \over \partial t}\right](\nabla T)_{(\mathbf {0} )}}
Ora, notando che in generale la forza generalizzata si può dividere in una componente non conservativa {\displaystyle \mathrm {N} _{i}} ed in una conservativa {\displaystyle C_{i}}, e che per definizione:
{\displaystyle Q_{i}=\mathrm {N} _{i}+C_{i}\,=\mathrm {N} _{i}-{\frac {\partial U}{\partial q_{i}}}}
dal momento che l'energia potenziale è funzione delle sole coordinate del sistema:
{\displaystyle {\frac {\partial U_{q_{i},t}}{\partial {\dot {q}}_{i}}}=0}
scomponendo la forza ed introducendo quest'ultimo termine nullo nell'equazione del I tipo:
{\displaystyle {\frac {\operatorname {d} }{\operatorname {d} t}}{\frac {\partial T}{\partial {\dot {q}}_{i}}}-{\frac {\partial U}{\partial {\dot {q}}_{i}}}-{\frac {\partial T}{\partial q_{i}}}+{\frac {\partial U}{\partial q_{i}}}=\mathrm {N} _{i}}
si trasformano finalmente le equazioni di moto, in una seconda forma:
{\displaystyle {\frac {\operatorname {d} }{\operatorname {d} t}}{\frac {\partial {\mathcal {L}}}{\partial {\dot {q}}_{i}}}-{\frac {\partial {\mathcal {L}}}{\partial q_{i}}}=\mathrm {N} _{i}}
dove {\displaystyle {\mathcal {L}}} è per ora semplicemente una nuova quantità. Se la sua matrice hessiana rispetto alle componenti della velocità generalizzata {\displaystyle \mathbf {H} {\mathcal {L}}} è invertibile, allora questa si dice regolare e le equazioni di Lagrange sono un sistema del second'ordine. Come si è visto, queste equazioni sono del tutto equivalenti al secondo principio della dinamica nell'approccio newtoniano.
Se e solo se il sistema meccanico è conservativo, cioè la risultante delle forze non conservative è nulla, le equazioni del moto sono del tipo di Eulero-Lagrange:
{\displaystyle {\frac {\operatorname {d} }{\operatorname {d} t}}{\frac {\partial {\mathcal {L}}}{\partial {\dot {q}}_{i}}}-{\frac {\partial {\mathcal {L}}}{\partial q_{i}}}=0}
dove il funzionale Lagrangiana è in particolare costituito dalla differenza tra energia cinetica e energia potenziale:
{\displaystyle {\mathcal {L}}\equiv T-U}
Le equazioni della dinamica generali nella seconda forma che abbiamo visto, la differenza con le equazioni di Lagrange sta appunto nel termine inomogeneo costituito dalle forze non conservative, che in generale possono essere presenti. Per via di questo termine, la dinamica dei sistemi meccanici non è in generale descrivibile da equazioni di Eulero-Lagrange, ma solo quella particolare dei sistemi conservativi. Per i sistemi non conservativi le informazioni sul sistema che occorre conoscere, oltre alla Lagrangiana e alle coordinate generalizzate, sono le forze non conservative. 
Si è sempre supposto per ora che il sistema sia correttamente parametrizzato, e quindi i parametri lagrangiani siano una base per lo spazio delle fasi. Tuttavia, nel caso in cui questo risulti difficile, è possibile ridurre la condizione di validità delle equazioni solamente ad una parametrizzazione generatrice, facendo a meno della indipendenza lineare tra le coordinate lagrangiane, passando alle equazioni di Appell.

### Particelle libere in coordinate polari
Una particella libera di massa {\displaystyle m} e velocità {\displaystyle v} in uno spazio euclideo si muove in linea retta conformemente al primo principio della dinamica. Le equazioni di Eulero-Lagrange in coordinate polari modellano il fenomeno come segue. In assenza di potenziale, la Lagrangiana è uguale all'energia cinetica:
{\displaystyle {\frac {1}{2}}mv^{2}={\frac {1}{2}}m\left({\dot {x}}^{2}+{\dot {y}}^{2}\right)}
dove si utilizzano coordinate ortonormali {\displaystyle (x,y)}, ed il punto sopra le coordinate rappresenta la derivata rispetto al parametro della curva (usualmente il tempo {\displaystyle t}). In coordinate polari {\displaystyle (r,\phi )} l'energia cinetica, e dunque la Lagrangiana, diventa:
{\displaystyle {\mathcal {L}}={\frac {1}{2}}m\left({\dot {r}}^{2}+r^{2}{\dot {\phi }}^{2}\right)}
Le componenti radiale {\displaystyle r} ed angolare {\displaystyle \phi } dell'equazione di Eulero-Lagrange sono rispettivamente,
{\displaystyle {\frac {\operatorname {d} }{\operatorname {d} t}}\left({\frac {\partial {\mathcal {L}}}{\partial {\dot {r}}}}\right)-{\frac {\partial {\mathcal {L}}}{\partial r}}=0\qquad {\frac {\operatorname {d} }{\operatorname {d} t}}\left({\frac {\partial {\mathcal {L}}}{\partial {\dot {\phi }}}}\right)-{\frac {\partial {\mathcal {L}}}{\partial \phi }}=0}
Da cui:
{\displaystyle {\ddot {r}}-r{\dot {\phi }}^{2}=0\qquad {\ddot {\phi }}+{\frac {2}{r}}{\dot {r}}{\dot {\phi }}=0}
La soluzione di queste due equazioni è data da:
{\displaystyle r\cos \phi =at+b}
{\displaystyle r\sin \phi =ct+d}
per un insieme di costanti {\displaystyle a,b,c,d} determinate dalle condizioni iniziali. Perciò, la soluzione è una linea retta data in coordinate polari.

## Geometria differenziale
Le equazioni di Eulero-Lagrange si possono esprimere sotto forma del sistema di equazioni alle derivate parziali:
{\displaystyle {\frac {\partial \phi ^{i}}{\partial x^{\mu }}}=\partial _{\mu }\phi ^{i}\equiv \phi _{,\mu }^{i}\qquad {\frac {\operatorname {d} }{\operatorname {d} \!x^{\mu }}}\left({\frac {\partial {\mathcal {L}}}{\partial \phi _{,\mu }^{i}}}\right)-{\frac {\partial {\mathcal {L}}}{\partial \phi ^{i}}}=0}
dove {\displaystyle x^{\mu }} sono le coordinate su di una varietà differenziabile {\displaystyle M}, solitamente lo spazio-tempo, e {\displaystyle \phi ^{i}} sono le componenti di un campo su questa varietà a valori in una certa "varietà bersaglio" {\displaystyle F}. Con l'espressione {\displaystyle {\frac {\mathrm {d} }{\mathrm {d} x^{\mu }}}} si indica la derivata totale rispetto alla variabile {\displaystyle x^{\mu }}.
Più formalmente, i campi possono essere rappresentati come sezioni di un fibrato con base {\displaystyle M} e fibra {\displaystyle F}, e per rappresentare le loro derivate occorre allora introdurre il formalismo dei getti.